# Juan Celaya
Juan Manuel Celaya Hernández (Monterrey, Nuevo León, México, 1 de septiembre de 1998) es un deportista mexicano especializado en clavados. Ganador de medalla de plata en el trampolín de 3 m en los Juegos Olímpicos de París 2024 junto con Osmar Olvera.

## Vida personal
Celaya deseaba ser biólogo marino, pero optó por ingeniería civil al recibir una oferta de beca de la Universidad Estatal de Luisiana.

## Trayectoria
Siendo un niño sus padres lo llevaron a la Ciudad Deportiva de Monterrey a iniciarse en la disciplina de los clavados. Su primera competencia internacional fue el Campeonato Panamericano Junior de Calgary 2009, en donde ganó tres medallas de oro. Celaya comenzó a competir en saltos sincronizados con Yahel Castillo, medallista olímpico, a partir de los Juegos Panamericanos de 2019. En 2020 ganó junto a este el Premio Nacional del Deporte de su país en 2020.
Formó parte de la delegación mexicana en los Juegos Olímpicos de Tokio 2020. En la competencia de Trampolín 3 m sincronizado masculino obtuvo 4° lugar junto a Yahel Castillo. Cuatro años después participó en los Juegos Olímpicos de París 2024 en donde obtuvo junto con Osmar Olvera una medalla de plata en el evento masculino de clavados sincronizados desde el trampolín de tres metros.

## Palmarés internacional
| Juegos Olímpicos     | Juegos Olímpicos        | Juegos Olímpicos  | Juegos Olímpicos            |
| Año                  | Lugar                   | Medalla           | Prueba                      |
| -------------------- | ----------------------- | ----------------- | --------------------------- |
| 2024                 | Paris (Francia)         | Medalla de plata  | Trampolín 3 m sin           |
| Campeonato Mundial   |                         |                   |                             |
| Año                  | Lugar                   | Medalla           | Prueba                      |
| 2019                 | Gwangju (Corea del Sur) | Medalla de bronce | Trampolín 3 m sin           |
| 2025                 | Singapur (Singapur)     | Medalla de plata  | Trampolín 3 m. sincronizado |
| Juegos Panamericanos |                         |                   |                             |
| Año                  | Lugar                   | Medalla           | Prueba                      |
| 2019                 | Lima (Perú)             | Medalla de oro    | Trampolín 1 m               |
| 2019                 | Lima (Perú)             | Medalla de oro    | Trampolín 3 m sin           |
| 2019                 | Lima (Perú)             | Medalla de plata  | Trampolín 3 m               |

## Mejores marcas personales
| Mejores marcas personales         | Mejores marcas personales | Mejores marcas personales | Mejores marcas personales |
| Modalidad                         | Puntos                    | Lugar                     | Fecha                     |
| --------------------------------- | ------------------------- | ------------------------- | ------------------------- |
| Trampolín 1 metro                 | 435.60                    | Lima, Perú                | 1 de agosto de 2019       |
| Trampolín 5 metros                | 454.30                    | Lima, Perú                | 4 de agosto de 2019       |
| Plataforma 10 metros              | 313.55                    | San Juan, Puerto Rico     | 16 de abril de 2015       |
| Trampolín 3 metro sincronizado    | 429.81                    | Lima, Perú                | 3 de agosto de 2019       |
| Plataforma 10 metros sincronizado | 366.90                    | Bolzano, Italia           | 3 de julio de 2015        |